# Dysplasiebedingte Hüftluxation bei Erwachsenen
Die dysplasiebedingte Hüftluxation bei Erwachsenen ist eine (unbehandelte) Hypoplasie mit sekundärer Luxation des Hüftgelenks. Der Femurkopf steht nicht im Acetabulum, sondern darüber am Darmbein. Im angelsächsischen Sprachgebrauch wird die Situation als neglected congenital dislocation of the hip bezeichnet – wobei „dislocation“ eigentlich so falsch ist wie „Luxation“.

## Klinisches Bild und Behandlung

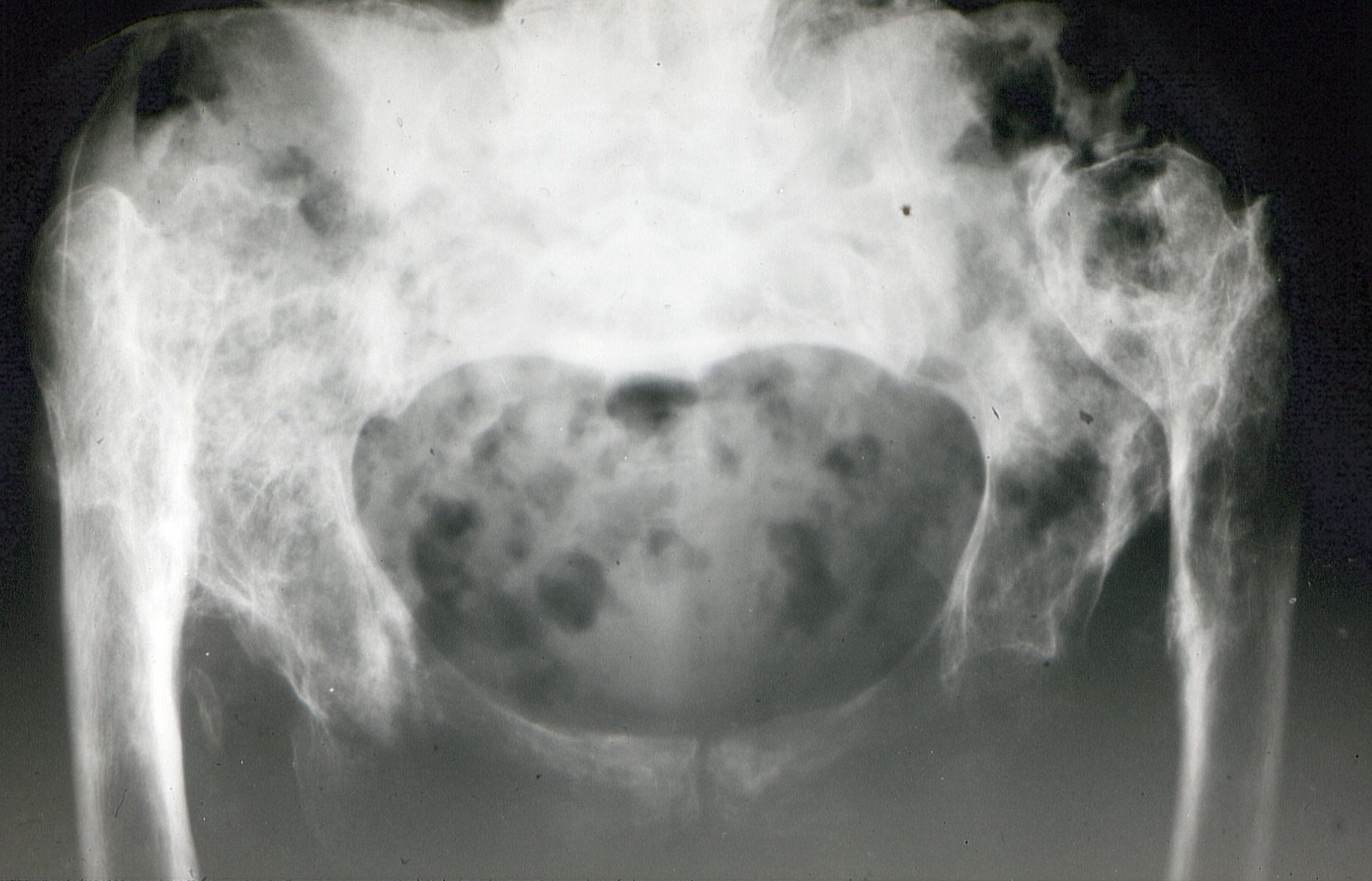
Unbehandelte dysplasiebedingte Hüftluxation bei einer älteren Frau

Die erwachsenen oder alten Patienten wissen, was sie haben. Sie hinken und sind beim Stehen und Gehen unsicher. Schmerzen spielen keine große Rolle.
Zur Diagnose reicht eine Röntgenaufnahme des Beckens. Der radiologische Befund sollte weder mit dem Proximalen Femurdefekt noch mit der (extrem seltenen) teratologischen Luxation verwechselt werden.
Zur Behandlung kommt nur die Endoprothese in Frage. Ihr Einbau ist in mehrfacher Hinsicht schwierig; denn
1. ist das nie benutzte (hypoplastische) Acetabulum klein
2. ist der Pfannenboden sehr dünn
3. sind die Pfannenpfeiler sehr schmal
4. sind die Hüftmuskeln, Nerven und Gefäße über die Jahrzehnte „verkürzt“ worden.

Deshalb kommt es beim Zugang (immer in Seitenlage des Patienten) zunächst darauf an, die Gelenkkapsel vollständig zu resezieren und das primäre Acetabulum darzustellen. Den Femurkopf sollte man für die Pfannendachplastik aufheben. Mit kleinen Fräsen und Implantaten in der Hinterhand lässt sich eine (zementfreie) Pfanne meistens unterbringen. Manchmal sind Dysplasie-Revisionspfannen nötig. Keinesfalls dürfen die Pfannenpfeiler weggefräst werden. Ein sog. Antiluxationsinlay ist probat.
Auch nach einer Tenotomie der Psoassehne am Trochanter minor lässt sich das obere Femurende in aller Regel nicht so weit herunterbringen, dass der Prothesenkopf in die Pfanne eingestellt werden könnte. Dann ist die subtrochantere Femurverkürzung um einige Zentimeter nötig. Schräg angelegt ist sie drehstabil. Schon diese Osteotomie verlangt einen zementfreien Endoprothesenschaft mit proximaler (metaphysärer) Verankerung. Sinnvoll sind modulare Schaftsysteme, die mit kurzem Hals und geringem Offset eine einigermaßen spannungsarme Reposition ermöglichen (N. ischiadicus).